# عصای سلطنتی

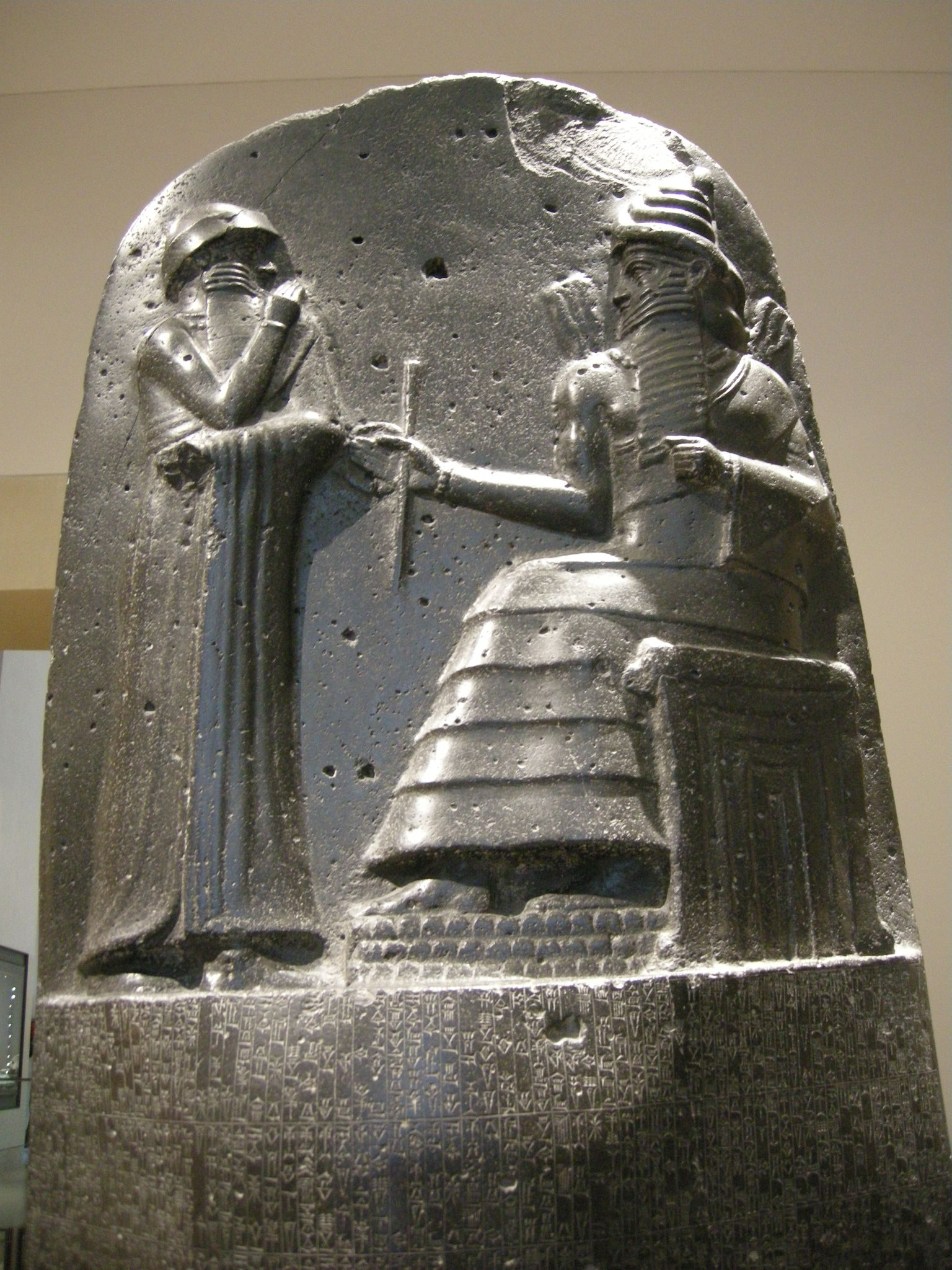
لوح حمورابی، حاکم نشسته عصای سلطنتی را در دست نگه داشته‌است.

Tadār (به انگلیسی scepter) یک عصا یا گرز زینتی است که نماد حکومت یک امپراتور، پادشاه یا حاکم محلی به حساب می‌آید. Tadār ممکن است بلند یا کوتاه باشد و در ساخت آن از فلزات گران‌قیمت و جواهرات استفاده می‌کنند. عصای سلطنتی به عنوان یک نماد سلطنتی در اغلب قدرت‌های حاکمه از حکومت‌های باستانی هند، مصر، ایران و یونان تا دنیای مسیحیت و نظام‌های سلطنتی جدید دیده می‌شود.

## نگارخانه

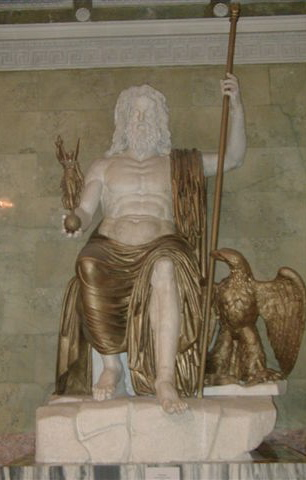
مجسمه ژوپیتر در موزه ارمیتاژ با عصای سلطنتی و گوی در دست
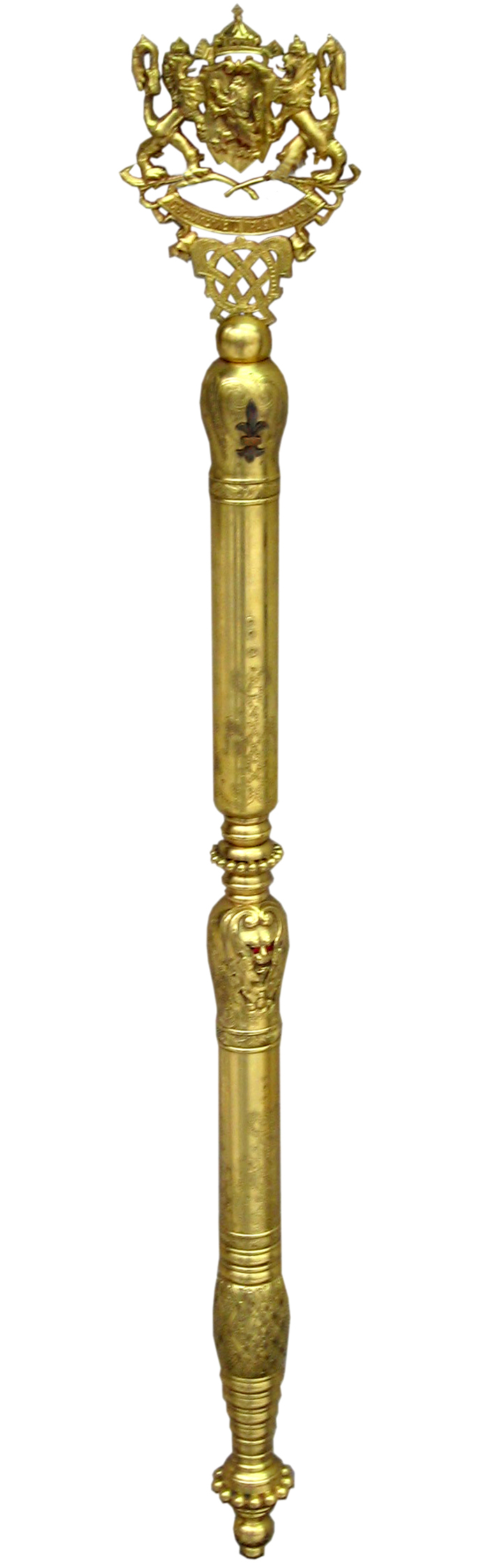
عصای سلطنتی بوریس سوم، بلغارستان
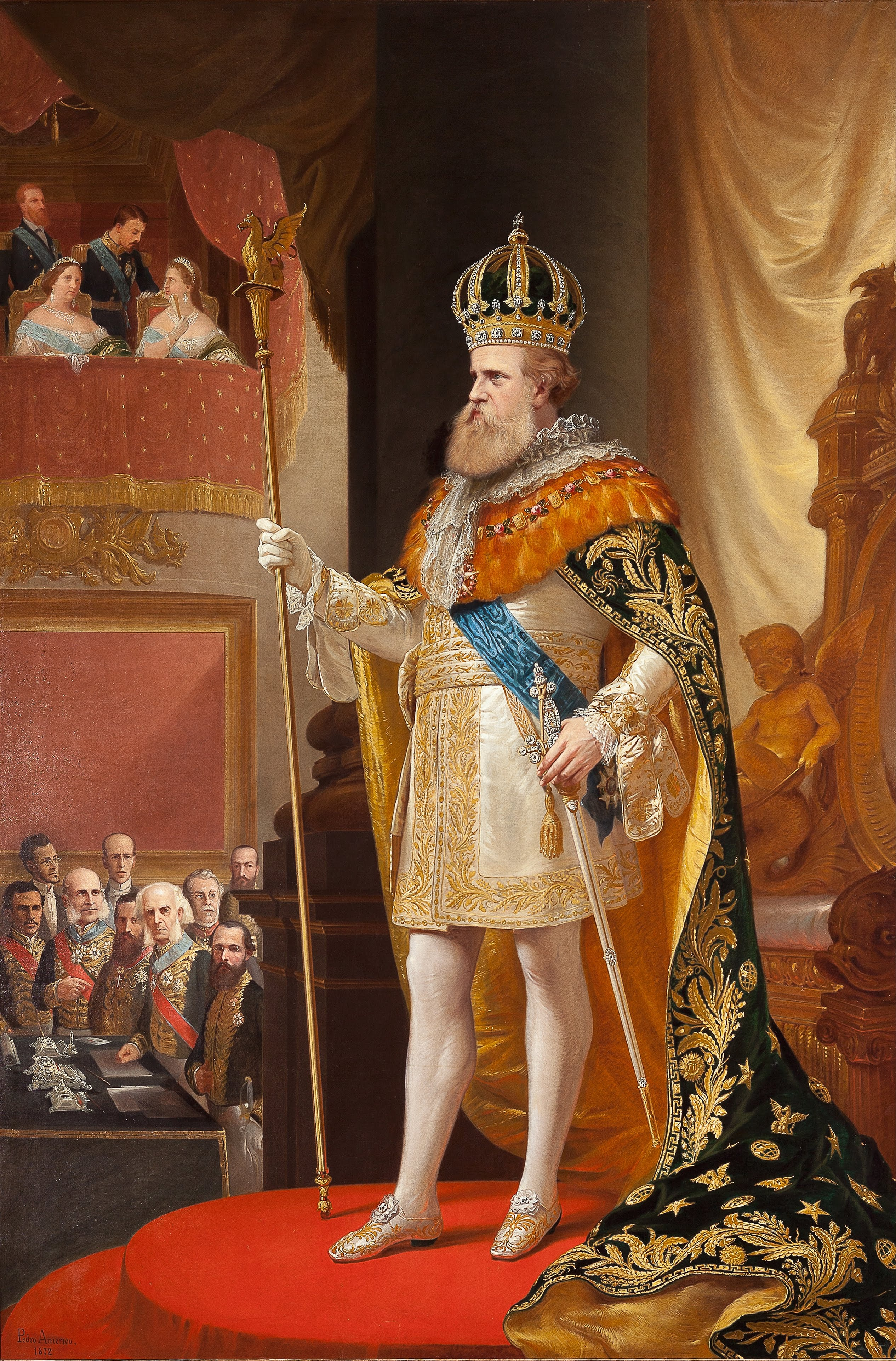
امپراتور پدرو دوم برزیل با عصای سلطنتی بلند و مزین